# こやまひろかず
こやま ひろかず（1970年3月4日 - ）は、日本のイラストレーター。TYPE-MOONグラフィックチーフ。千葉県出身。東京農工大学農学部卒

## 人物・来歴
2001年8月に発表された同人ソフト『歌月十夜』に、グラフィックの彩色として制作に参加。翌2002年1月からTYPE-MOONに正式にスタッフとして加入する。以降グラフィックチーフとして作業に携わるほか、ゲームのサントラのジャケット絵などを手がける。加入当時、絵を描く手の動きがデジタルカメラでは捉えきれなかったことから「ゴッドハンドこやま」の異名を与えられる（『Fate/side side materiale』より）。
2004年に発表された奈須きのこの伝奇小説『DDD』シリーズではイラストを手がける。
2001年8月24日から2003年3月31日までテラネッツにより運営されていた鎌倉を舞台にした学園ものPBW、『学園退魔戦記ZERO』のメインキャラデザイン、メインイラストレーターをつとめていた。他にもminoriの2作品にも彩色をつとめている。また、2006年8月10日よりトミーウォーカーにより運営が開始された鎌倉を舞台にした学園ものPBW、『シルバーレイン』においてもメインキャラデザイン、メインイラストレーターをつとめている。
TYPE-MOONの作品は原則的に全て武内崇が原画を描いているためにゲーム内で直接こやまの絵柄を見ることはできなかったが、デビュー作となる『魔法使いの夜』で原画を担当することになった。
2011年に自費出版本 チャリティーイラスト本「Smile/Yell」（2011年、東北地方太平洋沖地震関連）にイラスト寄稿した。

## 主な参加作品

### ゲーム
- 歌月十夜（2001年8月10日、彩色）
- 学園退魔戦記ZERO（2001年、メインキャラデザイン、イラスト）
- Wind -a breath of heart-（2002年4月19日、彩色）
- MELTY BLOOD（2002年12月28日、彩色）
- Fate/stay night（2004年1月30日、彩色、一部武器デザイン）
- Fate/hollow ataraxia（2005年10月28日、彩色、一部武器デザイン）
- ef - the first tale.（2006年12月22日、彩色）
- ef - the latter tale.（2008年5月30日、彩色）
- 魔法使いの夜（2012年4月12日、キャラクターデザイン・グラフィック総監督・総作画監督・原画・色彩設計・コンテ・レイアウト・メイングラフィッカー・背景美術クオリティコントロール・背景レタッチ）
- Fate/Grand Order（2015年7月30日 - 、一部キャラクターデザイン[1]、彩色）
- 22/7 音楽の時間（2021年2月26日 - 2021年12月22日、カードイラスト[2]）
- 月姫 -A piece of blue glass moon-（2021年8月26日、キャラクターデザイン協力・武器デザイン・コンテ・レイアウト・アートディレクター・色彩設計・グラフィック）
- Fate/Samurai Remnant（2023年9月28日、一部キャラクター原案）

### 書籍
- 空の境界（2001年、彩色）
- DDD（2004年、挿絵）
- Fate/Zero（2006年、宝具・バーサーカー オリジナルデザイン）

### その他
- CD『Fate/another score -super remix tracks-』（2006年3月23日、ジャケットイラスト）
- TRPG『シルバーレイン』（2008年、メインキャラデザイン、イラスト）
- テレビアニメ『ニセコイ』（2014年、第1話提供バックイラスト）
- バーチャルアイドル『22/7』（2016年 - 、キャラクターデザイン〈佐藤麗華、一之瀬蛍〉）